# Караван (заказник)
Караван — ботанічний заказник місцевого значення. Об'єкт розташований на території Оскільської сільської громади Ізюмського району Харківської області.
Площа — 308 га, статус отриманий у 1991 році. Перебуває у користуванні ДП «Ізюмське лісове господарство», Придонецьке лісництво, квартали 594—599.
Охороняється ділянка заплавних лісів, заболочених луків та стариць на правому березі р. Сіверський Донець. Лісова рослинність представлена різноманіттям типів лісу від сухих судібров до сирих чорновільхових грудів. Тут зростають занесені до Зеленої книги України ценози дубових лісів ліщинових, волосистоосокових і яглицевих.
Лучна рослинність представлена та справжніми і осоковими луками, а рослинність водойм — прибережними і водними угрупованнями. В травостої поширений ранньовесняний ефемероїд — тюльпан дібровний (Червона книга України) та 2 види із Червоного списку Харківщини.